# Szara pleśń

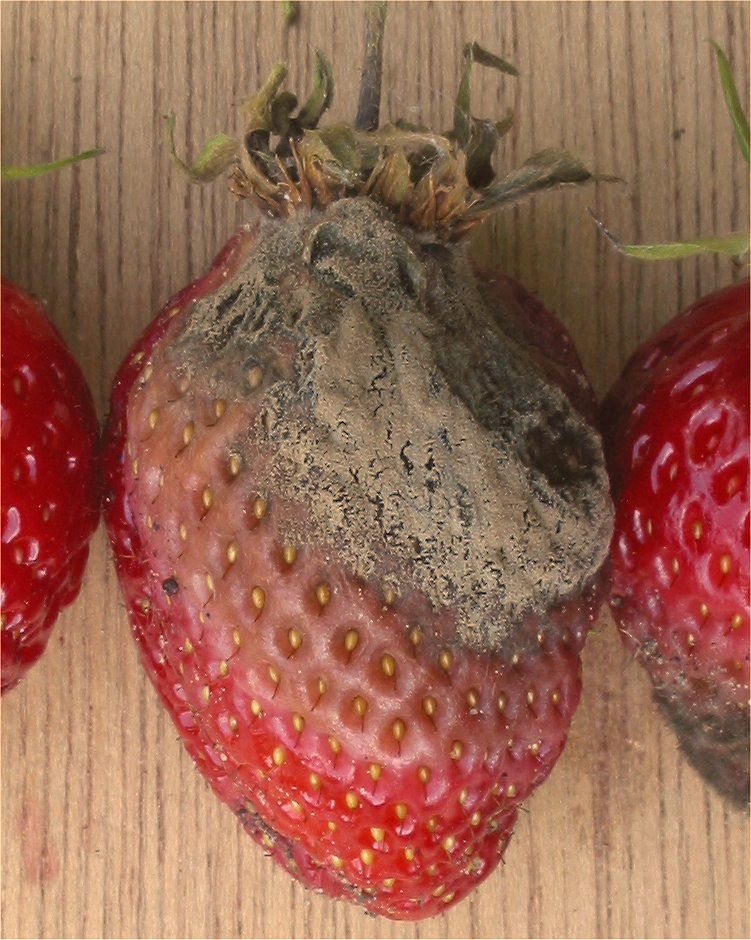
Truskawka zarażona gronowcem szarym Botrytis cinerea

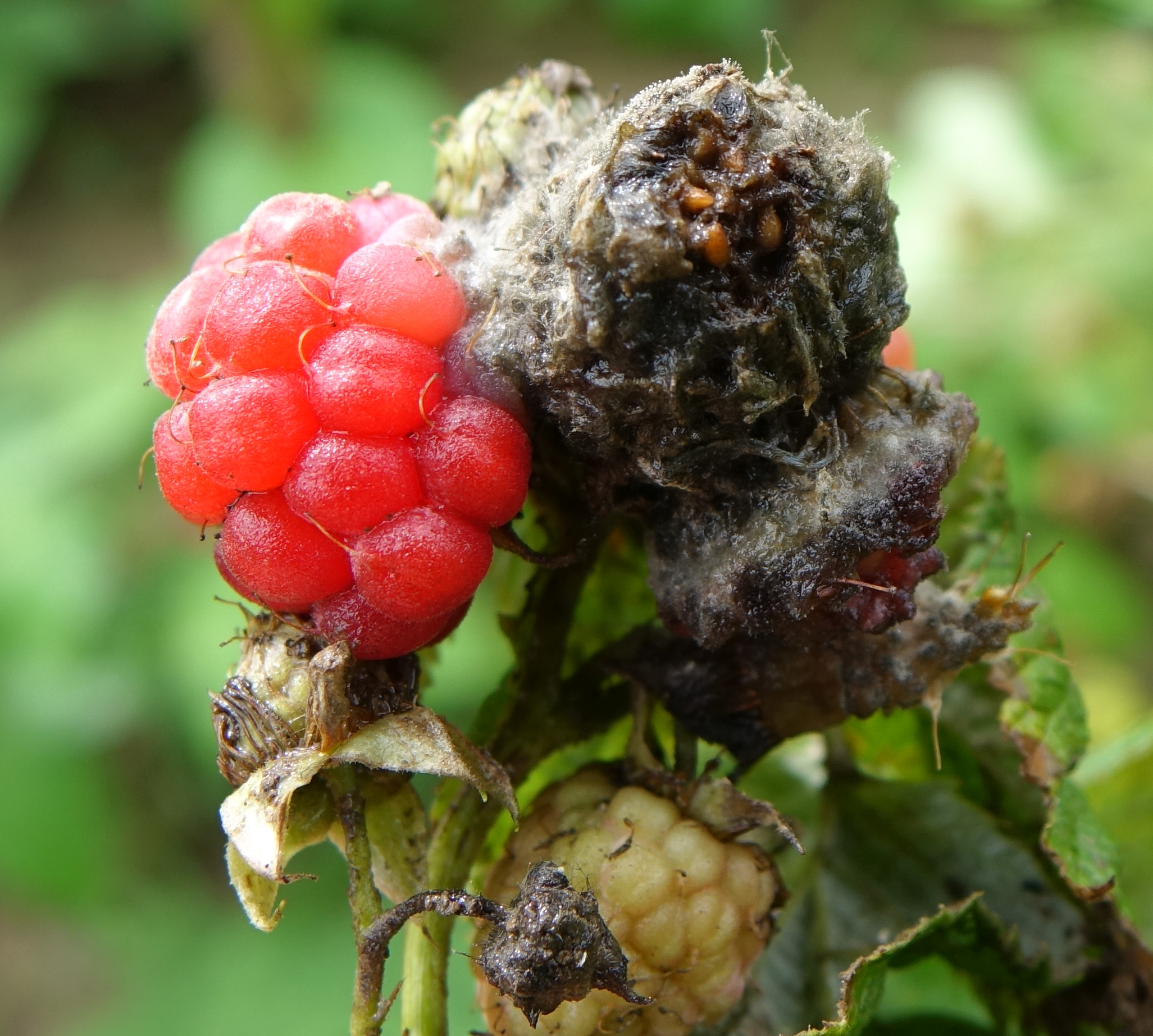
Zdrowe i porażone owoce maliny

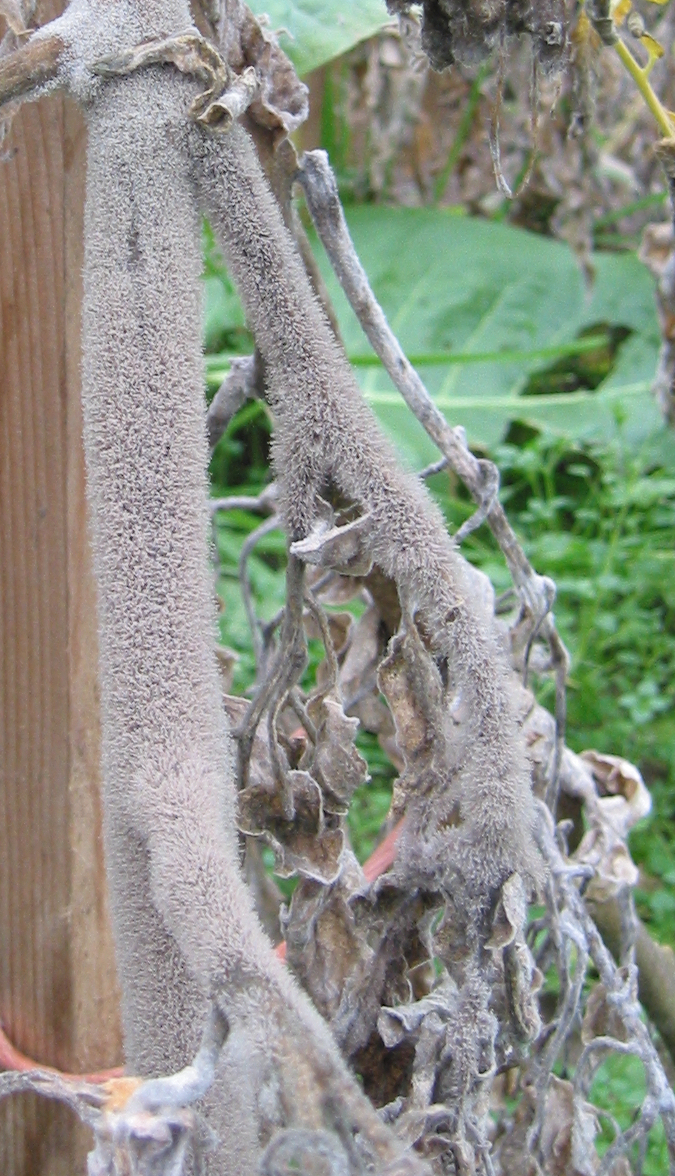
Szara pleśń na pędzie pomidora

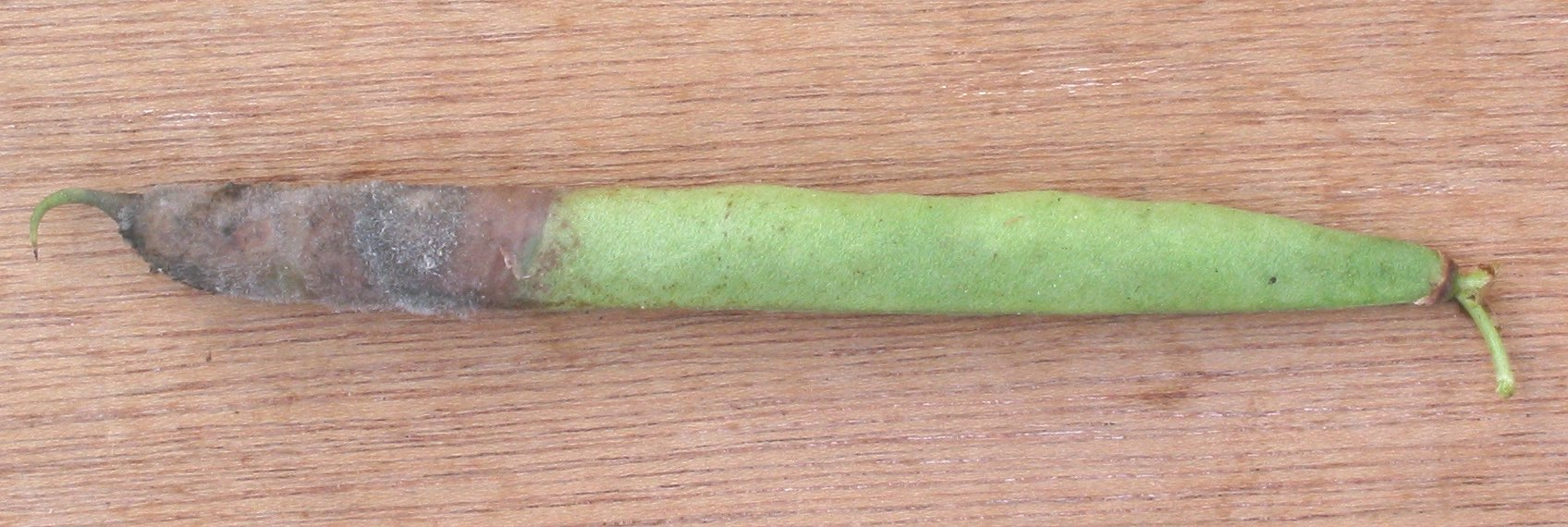
Porażony strąk fasoli

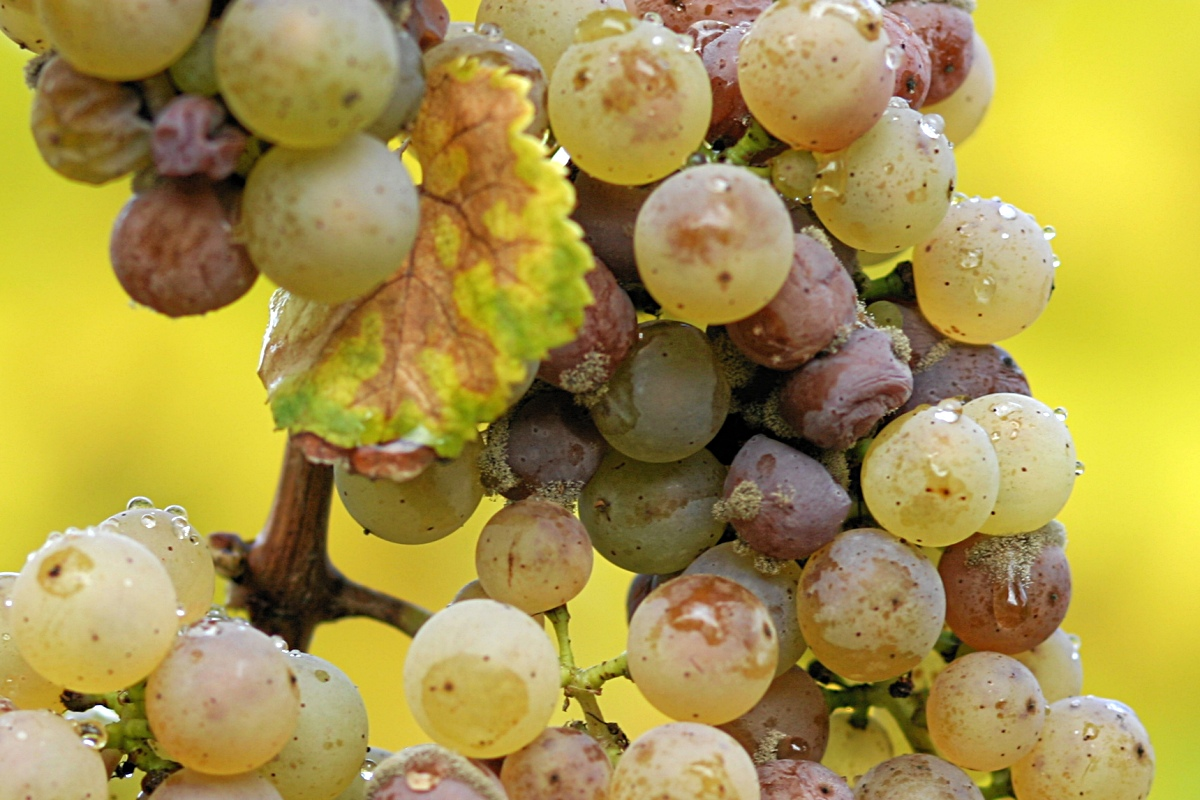
Zaatakowane grono winorośli

Szara pleśń – grzybowa choroba wielu roślin, wywoływana przez gronowca szarego (Botrytis cinerea), grzyba z klasy workowców.

## Występowanie i szkodliwość
Szara pleśń wyrządza ogromne szkody w uprawach roślin, największe straty powoduje w uprawach truskawki i maliny. Występuje we wszystkich strefach klimatycznych. Atakuje ponad 200 gatunków roślin uprawnych: od doniczkowych poprzez ogrodowe, polne do leśnych drzew; w różnych fazach rozwojowych i różne ich części: od nasion po owoce i dorosłe osobniki. Szara pleśń to ogólna nazwa chorób powodowanych przez gronowca szarego. Dla roślin uprawianych w Polsce chorobom tym nadano odrębne nazwy: szara pleśń borówki wysokiej, szara pleśń buraka, szara pleśń i sucha zgnilizna przykielichowa jabłek, szara pleśń maliny i jeżyny, szara pleśń sałaty, szara pleśń słonecznika, szara pleśń truskawki, szara pleśń winorośli, szara pleśń ziemniaka, szara pleśń tulipana i szare pleśnie innych gatunków roślin ozdobnych.
Gronowiec szary spośród roślin warzywnych atakuje: fasolę, pomidory, sałatę, z sadowniczych: porzeczki, maliny, winorośl, występuje pospolicie na owocach truskawek, gdzie może obniżyć plony o 30–60%. Może infekować prawie wszystkie owoce w czasie ich przechowywania w chłodni. Występuje również na roślinach ozdobnych: cyklamenach, daliach, goździkach, różach, znana jest też z atakowania roślin leczniczych: estragonu i majeranku. Kiełki, siewki, a nawet sadzonki młodych roślin drzewiastych uszkadzane są najczęściej w tunelach foliowych, inspektach czy szklarniach znajdujących się na szkółkach.

## Objawy choroby i rozwój patogenu
Najbardziej charakterystycznym objawem występowania szarej pleśni są ślady pylącego nalotu i przebarwienia (plamy). Na siewkach wielu roślin objawem porażenia jest zbrunatnienie łodyg. Porażone pąki kwiatowe stają się brunatne i zamierają. Na roślinach wyrośniętych i ich owocach występują plamy brunatne, potem gnijące. Miejsca chore pokrywają się szarym pylącym nalotem, wśród którego tworzą się czarne, okrągłe i twarde formy przetrwalne grzyba (skleroty). Botrytis cinerea powoduje zgorzel siewek, później zgorzele kwiatów, zgnilizny pędów i owoców.
Źródłem rozprzestrzeniania się choroby są martwe części roślin (np. pod korą), na których grzyb zimuje (w postaci przetrwalników lub grzybni). Wiosną warunkami szczególnie sprzyjającymi rozwojowi choroby są wzrost temperatury (optimum w zależności od innych warunków przy 15–24 °C) i wilgotności powietrza (powyżej 90%) wskutek długotrwałych opadów. W mniej sprzyjających warunkach choroba może rozwijać się w formie utajonej. Botrytis cinerea może być pasożytem lub saprofitem, w związku z czym pleśń można obserwować zarówno na roślinach żywych, jak i ich martwych organach. Rozprzestrzenia się przez bezpłciowe zarodniki konidialne roznoszone przez prądy powietrzne i krople wody. Ich strzępki kiełkowe wnikają do roślin przez drobne nawet zranienia oraz przez uszkodzoną tkankę okrywającą.

## Skutki porażeń drzew leśnych
Siewki i sadzonki drzew iglastych reagują żółknięciem igieł, ich dość szybkim brązowieniem i zamieraniem. Często występuje zamieranie pączków i końców igieł, z dość charakterystycznym ich przegięciem w dół. Młode siewki szybko zamierają, następuje gnicie tkanek oraz występowanie oznak etiologicznych w postaci obfitego, szarego nalotu grzybni i pojawienia się czarnych sklerot. Na zwarzonych mrozem, zbrązowiałych, nowych przyrostach starszych jodeł i modrzewi obserwowane były masowe pojawy grzybni gronowca szarego. Porażone pędy później czernieją i wykruszają się.
U gatunków liściastych, zależnie od rodzaju porażonego organu i fazy choroby, na roślinach występują objawy w postaci brunatnych plam, lokalnej zgorzeli lub obumierania całych organów oraz zgnilizny i typowych oznak etiologicznych – szarej grzybni, konidioforów i czarnych sklerot.
Gronowiec szary jest również sprawcą uszkodzeń nasion i owoców drzew leśnych. Pojawienie się jego grzybni na materiale nasiennym zapowiada zawsze wyraźne obniżenie zdolności kiełkowania nasion. Do najczęściej atakowanych gatunków należą: dąb, buk, lipa, olsza, brzoza, jawor, jesion, i grab. Wysoką patogeniczność stwierdzono również na nasionach sosny, mniejszą na nasionach świerka. Rozwój patogenu w szczególnych warunkach magazynowych możliwy jest przy temperaturze zbliżonej do 0 °C. Zaatakowane nasiona pokrywają się ciemną grzybnią. Wśród strzępków wyraźnie widoczne są trzonki konidialne zawierające skupienia zarodników.

## Winiarstwo
Niektóre wina (Sauternes, Cecube i tokaje) powstają w specyficznych warunkach klimatycznych i wilgotnościowych z gron cibeba przy dużym udziale „szlachetnej pleśni” – wywołanej przez Botrytis cinerea. Także wino lodowe jest produkowane z zamarzniętych (na krzewie) winogron z nalotem pleśni, które następnie są wyciskane przed rozmarznięciem.

## Ochrona
Zwalczanie szarej pleśni jest trudne. Ma ona bardzo szeroki zakres żywicieli, którzy są źródłem infekcji. Ponadto w postaci sklerocjów może bardzo długo przetrwać na resztkach roślin w glebie. Zapobiega się jej rozwojowi poprzez następujące zabiegi agrotechniczne i fitosanitarne:
- niszczenie resztek porażonych roślinnych,
- kilkuletnie przerwy w uprawie tej samej rośliny na tym samym polu (płodozmian),
- wybór odpowiedniego stanowiska pod uprawę,
- unikanie zbytniego zagęszczenia roślin,
- w uprawie pod osłonami unikanie gwałtownych zmian temperatury i wilgotności[2].

Niezbędne jest opryskiwanie roślin w okresie wegetacji. Stosuje się do tego celu fungicydy strobilurynowe, dikarboksyimidowe, ditiokarbaminianowe, chloronitrylowe, anilinopirymidynowe i inne. Szczegółowe nazwy handlowe tych środków, ich dobór do poszczególnych gatunków roślin, stężenia i terminy opryskiwań są podane w corocznie aktualizowanych programach ochrony roślin. Przy uprawie warzyw i roślin sadowniczych należy przestrzegać okresów karencji.